# Chiesa dei Santi Pietro e Paolo (Isola Rizza)
La chiesa dei Santi Pietro e Paolo è la parrocchiale di Isola Rizza, in provincia e diocesi di Verona; fa parte del vicariato di Bovolone-Cerea.

## Storia

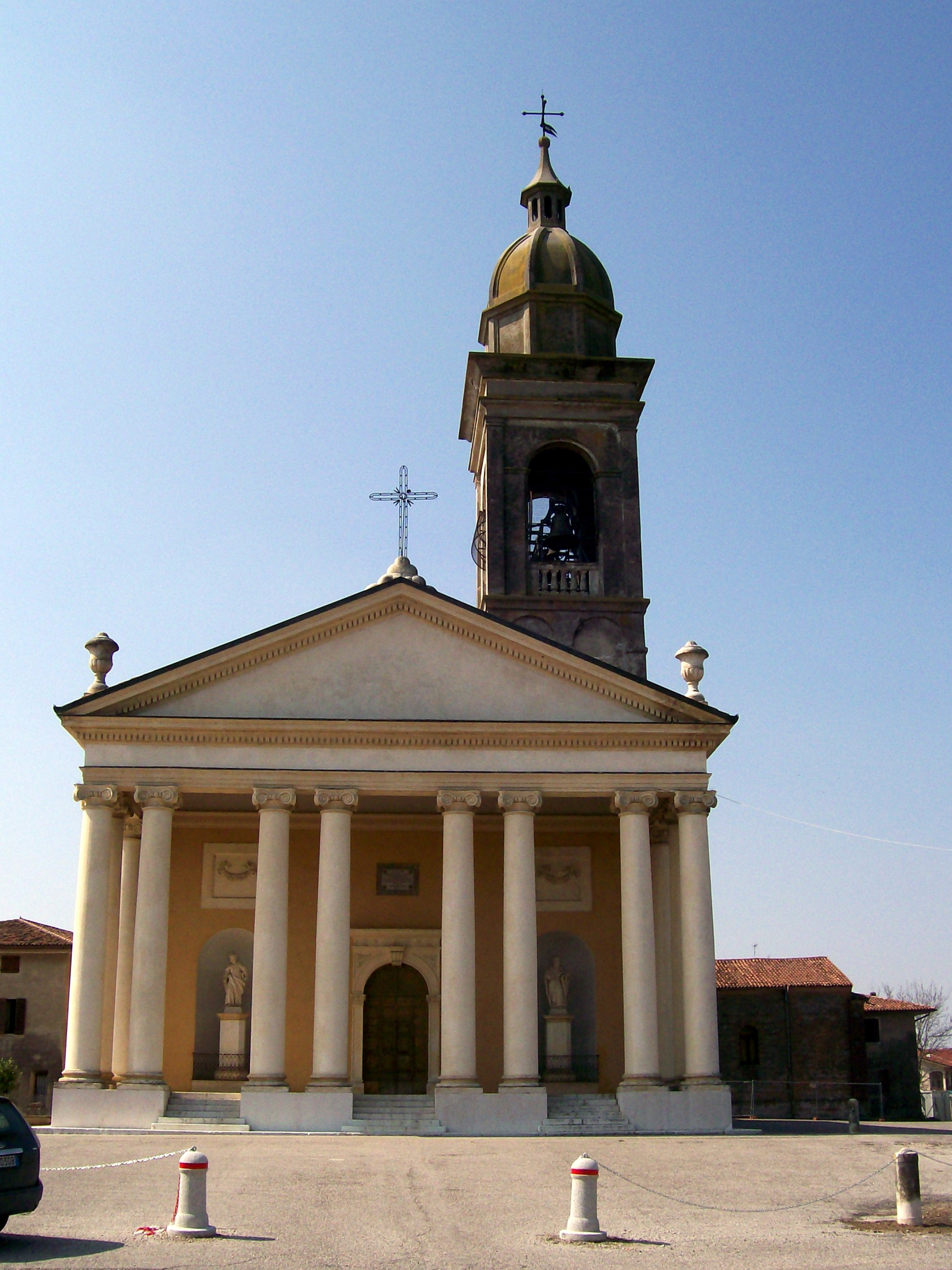
La facciata e il campanile

La pieve di Isola Rizza sorse probabilmente nel X secolo, anche se la prima citazione che ne attesta la presenza è da ricercare in una bolla del 1145 di papa Eugenio III, la Piae postulatio voluntatis, in cui si parla della plebem Insulae Porchariciae cum cappellis et decimis.

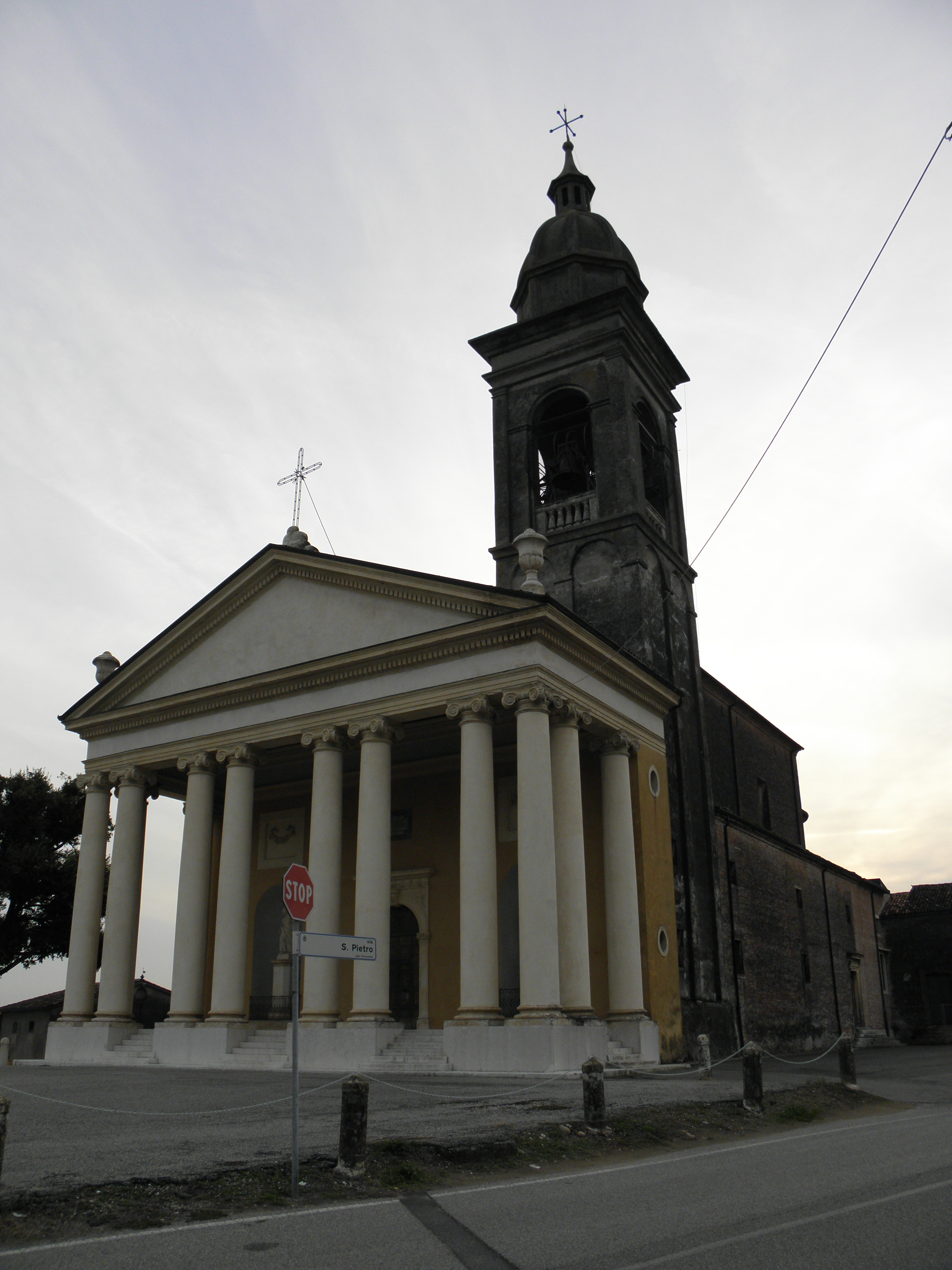
La chiesa vista da un'altra angolatura

Nel 1535 fu edificata la nuova pieve in stile rinascimentale, come ricordato da una lapide apposta sul campanile.
Nel 1733 fu rinvenuta sotto il pavimento della chiesa una stele con un'iscrizione funeraria di M. Ladavonius e della moglie Sempronia Prima, databile entro la prima metà del I secolo d.C.
L'attuale parrocchiale venne costruita nel 1789 su progetto di Giuseppe Tramontini; nel 1868 fu realizzato il pronao che precede la facciata.
Nel 2005 il pronao subì un parziale restauro condotto su disegno di Giampaolo Quirinali, mentre tra il 2012 e il 2014 la chiesa fu oggetto di un consolidamento dei muri e del tetto.

## Descrizione

### Esterno

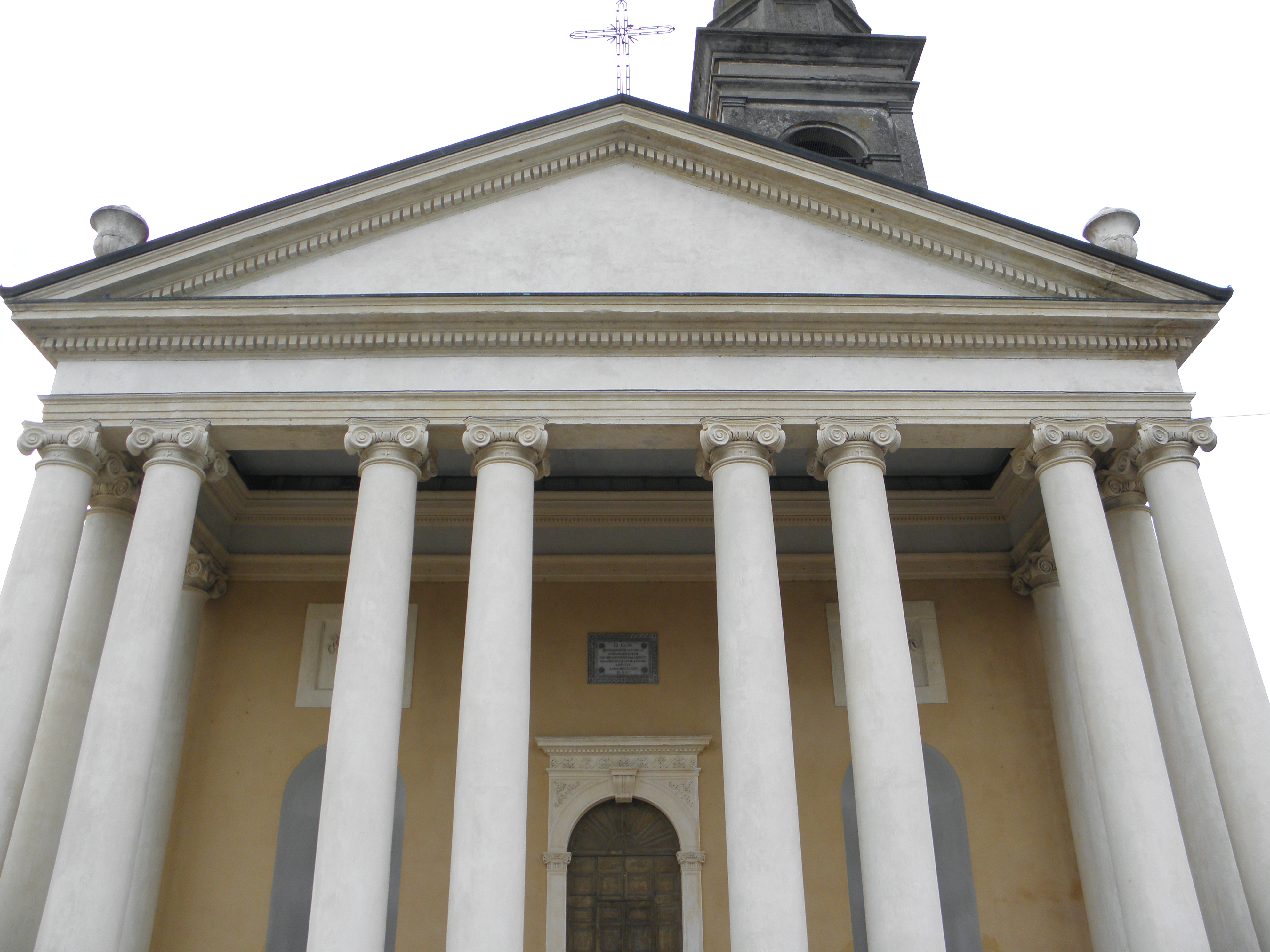
Particolare della facciata

La neoclassica facciata della chiesa, che è a capanna, è preceduta dal pronao caratterizzato da dodici colonne, di cui otto frontali e quattro laterali.

### Interno
L'interno dell'edificio, che è scandito da lesene di ordine ionico, è ad un'unica navata con volta a botte sulla quale si aprono quattro cappelle laterali in cui sono ospitati gli altari di San Gaetano, di sant'Antonio, di Santa Maria Assunta e della Beata Vergine Addolorata; l'aula termina con il presbiterio, rialzato di due gradini e a sua volta chiusi dall'abside semicircolare.
Opere di pregio qui conservate sono la pala raffigurante la Madonna coi santi Pietro e Paolo, eseguita nel 1708, e alcuni dipinti realizzati da Casimiro Salvelli.
Il campanile, attaccato al lato settentrionale della chiesa, è a pianta quadrata e presenta, all'altezza della cella campanaria, quattro monofore a sesto acuto dotate di balaustre; è coronato da una copertura a padiglione sorretta da un tamburo ottagonale e caratterizzata da un pinnacolo posto in cima.